# 미셀 메이링크
미셸 메이링크(Michelle Meyrink, 1962년 9월 1일 ~ )는 캐나다의 배우이다.
밴쿠버에서 태어났다.

## 영화
- 미완성 청춘 (1988년)
- 21세기 두뇌 게임 (1985년)
- 기적의 크리스마스 (1985년)
- 기숙사 대소동 (1984년)
- 밸리 걸 (1983년)
- 아웃사이더 (1983년) - 마시아 역